# 이보람 (가수)
이보람(1987년 2월 17일~)은 대한민국의 가수이다. 과거 3인조 여성 음악 그룹 씨야의 서브보컬을 담당했던 구성원이었다. 2006년 씨야의 1집 수록곡 《"여인의 향기(음반)"》로 데뷔를 하였다. 2011년에는 《'미스 리플리'》로 연기에 도전 하였다.

## 학력
- 거창여자고등학교 졸업
- 서울예술대학 실용음악과

## 음반

### 참여 앨범
- 2004년 7월 19일: KBS 수목 미니시리즈 《풀하우스》O.S.T - 《처음 그 자리에》
- 2008년 8월 27일: MBC 월화드라마 《에덴의 동쪽》O.S.T - 《홍두Ⅱ》
- 2008년 11월 6일: 미루 〈병원에 가다 Part. 2〉 (Digital Single) - 《병원에 가다 (눈물..)》
- 2009년 2월 19일: 〈心부름〉 - 《고백》
- 2010년 5월 25일: SBS 월화 미니시리즈(9시) 《커피하우스》 O.S.T Part.3 - 《우유보다 커피》 (with 지연, 효민)
- 2010년 7월 30일: 만성 싱글 앨범 〈1st Single Album〉 - 《될대로 되라》 피쳐링
- 2011년 5월 6일: 신사동호랭이 프로젝트 앨범 〈SUPERMARKET - the Half〉 - 《방안에서》
- 2011년 8월 2일: 영화 《기생령》 O.S.T - 《끝까지》 with 소연
- 2011년 10월 20일: 2보람 - 《2love》
- 2012년 5월 9일: 양파 미니앨범 〈Together〉 - 《알아요》 피쳐링 (with 소연)

### 뮤직비디오
- 2013년 4월 29일: 티아라 N4 미니앨범 〈전원일기〉 - 《전원일기 (田園日記)》 (Drama Ver.)

## 음반 외 활동

### 드라마
- 2011년 MBC 월화드라마 〈미스 리플리〉 - 조은봄 역

### 뮤지컬
- 2011년 뮤지컬 〈폴링포이브〉 - 이브 역
- 2016년 뮤지컬 〈사랑은 비를 타고〉 - 미리 역

### 예능
- 2017년 MBC 〈미스터리 음악쇼 복면가왕〉- 365일 머리감는 중 분수소녀
- 2019년 MBC 〈미스터리 음악쇼 복면가왕〉- 오늘 당직 나이팅게일 (103~105대 가왕)
- 2020년 JTBC 〈투유 프로젝트 - 슈가맨〉
- 2022년 MBC 〈놀면 뭐하니?〉
- 2023년 SBSFIL•SBSM 〈월간 더 스테이지〉 1회 게스트
- 2023년 MBC 〈놀면 뭐하니?〉